# Engyum fasciatum
Engyum fasciatum là một loài bọ cánh cứng trong họ Cerambycidae.